# La Montagne magique (manga)
Pour les articles homonymes, voir La Montagne magique (homonymie).
La Montagne magique (魔法の山, Mahō no yama) est un manga de Jirō Taniguchi de type seinen.

## Synopsis
Un garçon d'environ 11 ans se retrouve avec sa sœur chez ses grands-parents après la mort de leur père, et alors que leur mère va se faire opérer d'une maladie grave. Un grand bouleversement va changer sa vie.
Il découvre une salamandre avec qui il a le pouvoir de parler, et qui peut exaucer un vœu. Les deux enfants lui demandent que leur mère revienne au plus vite…